# Włodzimierz Rekłajtis

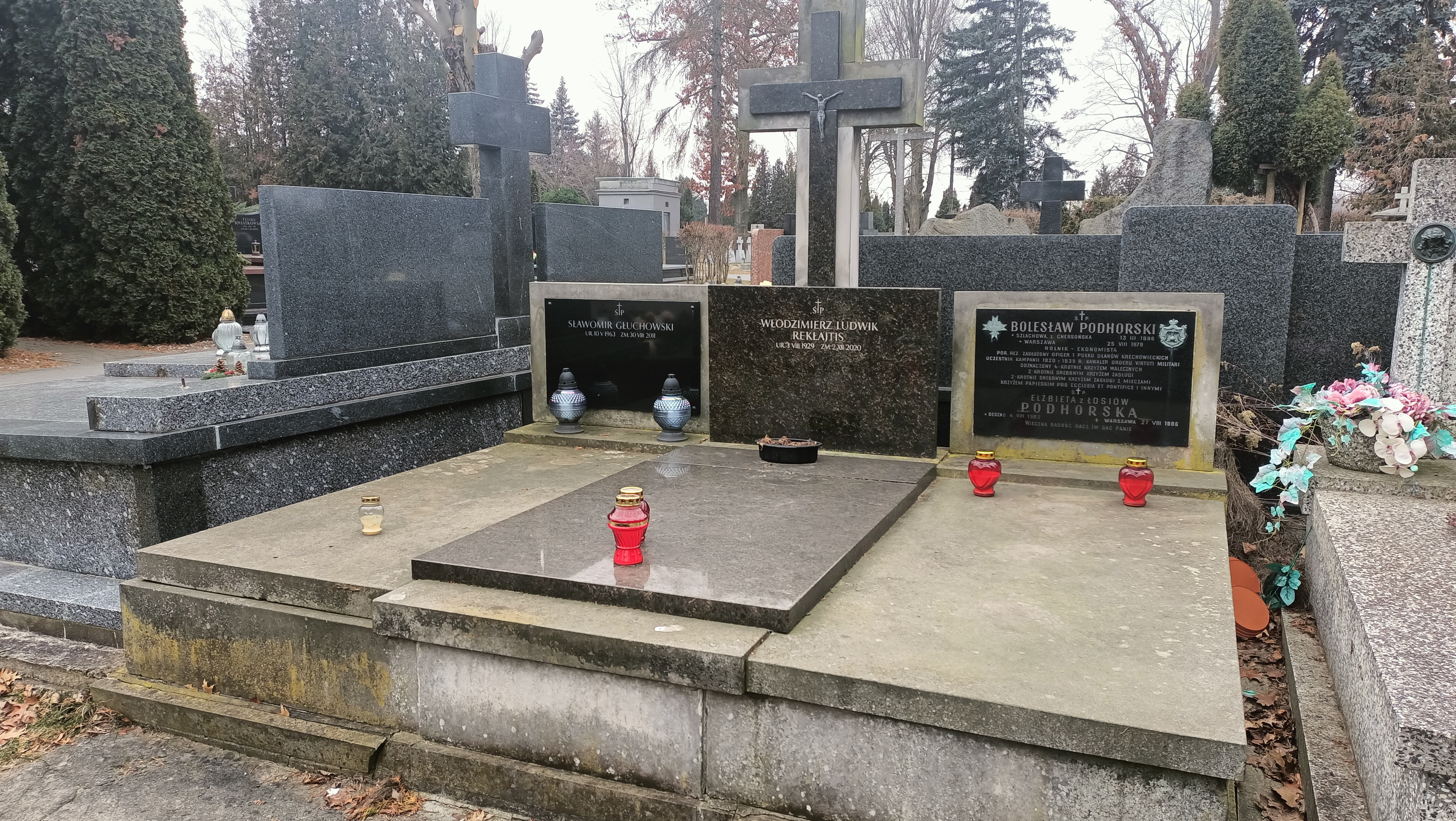
Grób Włodzimierza Rekłajtisa na Cmentarzu w Pyrach

Włodzimierz Ludwik Rekłajtis (ur. 3 sierpnia 1929 w Katowicach, zm. 2 grudnia 2020 w Warszawie) – polski filmowiec, dyrektor Archiwum Wytwórni Filmów Dokumentalnych i Fabularnych w Warszawie.
Był wieloletnim dyrektorem Archiwum Wytwórni Filmów Dokumentalnych i Fabularnych w Warszawie, a także konsultantem i współautorem licznych filmów dokumentalnych, seriali i programów. Należał do Stowarzyszenia Filmowców Polskich.

## Wybrane odznaczenia
- Krzyż Kawalerski Orderu Odrodzenia Polski (2001)[1],
- Srebrny Krzyż Zasługi[4],
- Złota Odznaka honorowa „Za Zasługi dla Warszawy”[4],
- Odznaka „Zasłużony Działacz Kultury”[4],
- Honorowa Odznaka za Zasługi dla Archiwistyki[4]